# (592) Betsabé
(592) Betsabé es un asteroide perteneciente al cinturón de asteroides descubierto el 18 de marzo de 1906 por Maximilian Franz Wolf desde el observatorio de Heidelberg-Königstuhl, Alemania.
Está nombrado por Betsabé, un personaje de la Biblia.